# Château de La Valette de Bez-et-Esparon
Le château de La Valette est situé sur la commune de Bez-et-Esparon dans le département du Gard.  
La seigneurie s'étendait au Moyen Âge sur le Cirque de Marapuis et comprenait les hameaux de La Boissière, de La Roque, de Sauveplane, du Bosc et de Courchaque.

## Histoire
L’existence du château est attesté en 1254 alors possession de Raymonde d’Esparon habitant le castrum d’Esparon.
La Famille de La Valette, descendante des vicomte de Saint Antonin, seigneurs de Bez, de Prévenquières, de Cornusson, de Cassanas, de la Vaurette, de la Pauze, de Castelneau, de Lascours, de Bologne, de la Condamine, de Montegut et d’autres lieux, possède le château pendant presque 500 ans sans interruption. 
Le 25 septembre 1724, la seigneurie de La Valette passe par mariage de Madeleine de La Valette à Charles de Bérenger de Caladon, seigneur de Bréau avant de passer au main des marquis de Barral d'Arènes le 4 janvier 1760. 
Le 17 février 1773, le marquis Théodore de Barral d'Arènes vend ladite propriété à Me Jacques-Louis Aguze, jurisconsulte du Vigan. 
Me Jacques-Louis Aguze marie sa fille Delphine au comte François-Clément d'Assas-Montdardier, capitaine de Vaisseau et maire du Vigan et lui donne en dot la propriété de La Valette.
La Famille Coupier, descendante de la famille de La Valette, en est les propriétaires actuels depuis 1854.

## Le château
Le château est bâti à flanc de coteau, dans le vallon des Issartines, affluent du Merlanson qui se jette dans l'Arre. Il est construit sur un rocher, à l'écart et en hauteur du village de Bez-et-Esparon.
Le plan est complexe car il est fait de rajouts de différentes époques. Il se compose essentiellement, d'est en ouest, de deux corps de bâtiments d'époque Renaissance, reliés par une construction datant du XIXe siècle, édifiée à la place d'une terrasse. Les trois tours et le donjon sont arasés à la hauteur du toit pendant la Guerre des Camisards lorsque les Dragons, envoyés par Louis XIV, prennent siège au château.

## Localisation du castrum d’Exunatis
Le castrum Exunatis était le chef-lieu à partir du IXe siècle de la viguerie de l’ancien évêché d’Arisitum (VIe siècle-VIIe siècle). 
E. Germer-Durand exprime en 1868 dans son Dictionnaire topographique que le castrum Exunatis n’est autre que le château de Roquedur.
Cette thèse est contredite en 1981 par J-B. Elzière selon une note du BM (Tome I, p. 368) issue d’une charte du Cartulaire de Maguelonne. Cette charte indique qu’en 1107, le seigneur d’Exunaz possède son château à proximité de l’Église Saint Martin de Bez.
Sur le plan phonétique, Exunatis a évolué en Exunate/Exunas/Eissunas/Issounas/Ussounas et Exsartum/Eissart/Issart.
Le château de La Valette se situant dans le vallon des Issartines, la thèse que le castrum d’Exunatis se trouve sur le même site est cohérente.